# 大島敦
大島 敦（おおしま あつし、1956年12月21日 - ）は、日本の政治家。立憲民主党所属の衆議院議員（9期）、立憲民主党埼玉県連代表。
内閣府副大臣（鳩山由紀夫内閣・菅直人内閣）、総務副大臣（野田第1次改造内閣・野田第2次改造内閣・野田第3次改造内閣）、素交会会長、民進党幹事長（第3代）、希望の党幹事長兼政策調査会長、希望の党代表代行、旧国民民主党選挙対策委員長、立憲民主党組織委員長を歴任した。

## 来歴

### 生い立ち
埼玉県北本市生まれ。京華高等学校、早稲田大学法学部卒業（ゼミは会社法）。1981年に大学卒業後、日本鋼管（現JFEスチール、JFEエンジニアリング）へ入社。同社に14年間勤務し、輸出営業を担当、3年半のドイツ駐在を経験する。その後、ソニー生命保険に入社し、5年間営業職を務め、ソニー生命での新規顧客の開拓を担当していた。

### 政界入り・民主党

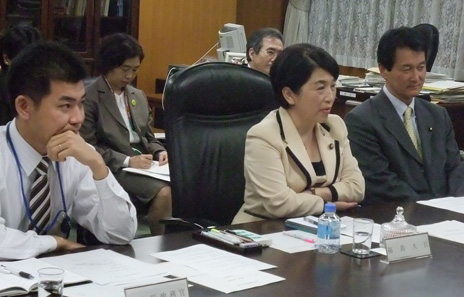
2009年12月7日、内閣府にて（右）
内閣府大臣政務官・泉健太（左）、内閣府特命担当大臣（男女共同参画担当）・福島瑞穂（中央）と

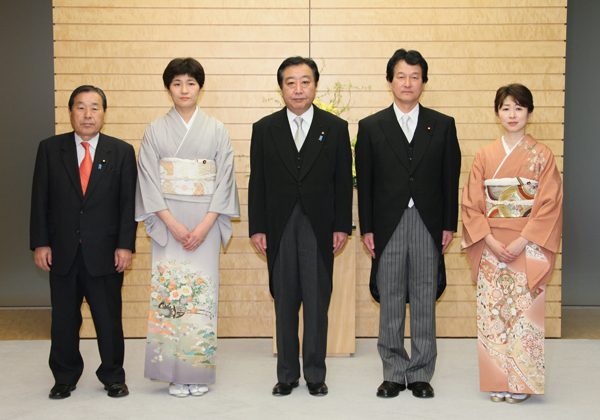
2012年4月6日、総務副大臣就任時に野田佳彦内閣総理大臣、高井美穂文部科学副大臣、西村智奈美厚生労働副大臣、加賀谷健総務大臣政務官と

通勤途中の高崎線で民主党の候補者募集ポスターを見たことが政界入りのきっかけ。2000年、第42回衆議院議員総選挙に埼玉6区から民主党公認で出馬し、公明党の若松謙維らを破り初当選（若松も比例復活）。2003年の第43回衆議院議員総選挙では、重複立候補せずに背水の陣で臨んだ若松に大差をつけ、再選。郵政解散による2005年の第44回衆議院議員総選挙では自由民主党新人の中根一幸を1,500票差で破り、3選（中根は比例復活）。2009年の第45回衆議院議員総選挙では、自民党の中根をダブルスコアで破り4選。大島が獲得した186,993票は、全国300の小選挙区で第3位の得票数であった。
同年9月、鳩山由紀夫内閣で内閣府副大臣（沖縄及び北方対策、公務員制度改革、消費者及び食品安全、共生社会政策など）に就任。2010年6月に発足した菅直人内閣でも再任。

#### 2011年民主党代表選挙・鹿野グループ時代
2011年8月の民主党代表選挙では、鹿野道彦元農林水産大臣の推薦人に名を連ねる。代表選後、素交会（鹿野グループ）の旗揚げに参加した。2012年4月、野田第1次改造内閣で総務副大臣に任命され、野田第2次改造内閣・野田第3次改造内閣でも留任。
2012年12月の第46回衆議院議員総選挙では、与党に猛烈な逆風が吹き荒れる中、埼玉6区でこれまで2回連続で下した自民党元職の中根一幸に198票の僅差で敗北。重複立候補していた比例北関東ブロックで復活し、5選。同月の民主党代表選挙では海江田万里の推薦人となり、海江田が代表に選出されると、政策調査会長代理に就任した。
2014年12月の第47回衆議院議員総選挙では、前回敗れた自民党の中根に1万票超の差をつけ、埼玉6区で6選。2015年1月の民主党代表選挙では、元幹事長の細野豪志を支持したが、細野は決選投票で岡田克也に敗れた。岡田執行部において、政策調査会長に起用された細野の下で政調会長代理に就任した。

### 民進党
2016年9月の民進党代表選挙では、前原誠司の推薦人となり陣営の選対本部長に就任したが、前原は蓮舫に敗れた。9月26日、衆議院懲罰委員会委員長に就任した。
2017年7月27日、民進党代表の蓮舫が、同月の東京都議会議員選挙の結果を受けて辞任を表明。蓮舫の辞任に伴う代表選挙で前回に引き続き前原の推薦人となり、陣営の選対本部長に就任した。9月1日、前原は枝野幸男を大差で破り、代表に選出される。翌9月2日、前原は都内のホテルの一室にこもり、大島、側近の小川淳也らと党役員人事案を練り上げた。この日、代表代行に枝野と大島、幹事長に山尾志桜里を起用する方針が決められた。ところが9月4日、「週刊誌が山尾と弁護士の倉持麟太郎との交際疑惑を取材している」との情報がもたらされ、同日午後に前原は山尾の幹事長起用を撤回した。9月5日に行われた両院議員総会で大島は横滑りで幹事長に就任した。

### 希望の党
2017年9月28日、民進党両院議員総会で希望の党への事実上の合流方針が了承された。10月3日、希望の党は第48回衆議院議員総選挙の第1次公認192人を発表するが、その時点で大島の名はなかった。10月4日夜、同党は大島を含む第2次公認9人を発表した。10月22日の総選挙の結果、7選。
10月27日、希望の党の両院議員総会で、暫定的な執行部の幹事長兼政調会長の就任が決まる。11月14日、希望の党共同代表選挙後に発足した正式な執行部で、代表代行に就任した。

### 国民民主党
2018年5月7日、民進党と希望の党の合流により結成された国民民主党に参加し、選挙対策委員長に起用された。9月11日より党副代表。国民民主党埼玉県連代表も兼務した。その後、2020年に立憲民主党（2017年）・国民民主党（旧民進党の後継政党）が合流した際にも、埼玉県連代表となる方向であるとの一部報道があった。立憲民主党埼玉県議が、早期の衆院解散・総選挙も取り沙汰されている状況を背景に「選挙に強い大島氏のほうが安心して臨めるという声は根強かった」と明かしたとの事。2023年5月28日の立憲民主党埼玉県総支部連合会臨時大会からは、同じく旧国民民主党出身の小宮山泰子が県連代表を務め、大島敦は副代表の一人となった。

### 立憲民主党
2020年9月15日、旧立憲民主党と旧国民民主党は、2つの無所属グループを加えた形で新「立憲民主党」を結成。大島も新党に参加。
2021年10月31日の衆議院選挙で立憲民主党公認候補として、8選。中根一幸は比例復活で当選。
2024年9月に行われた立憲民主党代表選挙では泉健太の推薦人に名を連ねた。
同年10月9日、自民党は衆議院議員選挙（10月27日執行）の第1次公認候補として、小選挙区265人、比例代表14人の計279人の擁立を発表した。政治資金パーティーをめぐる裏金事件に関係した現職と元職のうち12人を非公認とし、その中に中根も含まれた。
同年10月15日、総選挙が公示され、埼玉6区からは大島、無所属の中根、日本共産党の元県議の秋山もえ、日本維新の会の元行田市議会議員の細谷美恵子の計4人が立候補した。自民党は裏金問題や統一教会問題、10月23日に発覚した非公認候補への2000万円支給問題などで逆風が吹き荒れた。10月27日、総選挙執行。投票締め切りの20時直後に日本経済新聞は大島の当選確実を報じ、大島は9期目の当選を果たした。無所属の中根は議席を失った。

## 政策・主張
- 憲法改正に賛成。改正すべき項目として、衆議院解散権の制約を挙げる[45]。
- アベノミクスを評価しない[45]。
- 安倍内閣による消費増税の先送りを評価しない[45]。
- 安全保障関連法の成立を評価しない[45]。
- 北朝鮮問題への安倍内閣による取り組みをどちらかと言えば評価しない[45]。
- 組織犯罪処罰法の改正（共謀罪法）を評価しない[45]。
- 森友学園問題・加計学園問題への安倍内閣による対応を評価しない[45]。
- 憲法9条の改正に反対[46]。
- 集団的自衛権の行使に反対[46]。
- 首相は靖国神社に参拝すべきでないとしている[46]。
- 「村山談話」及び「河野談話」を見直すべきでないとしている[46]。
- 特定秘密保護法を必要でないとしている[46]。
- 普天間基地は国外移設にするべきとしている[46]。
- 「道徳」を小中学校の授業で教える事に反対[46]。
- カジノの解禁に反対[46]。
- ヘイトスピーチに反対しており、法律で規制することに賛成[46]。
- 選択的夫婦別姓制度導入について、2014年のアンケートで「どちらとも言えない」としている[47]。一方、選択的夫婦別姓制度の導入を求める請願を2001年に提出している[48]。

### 議員立法
- 2016年3月25日、第190回国会に政官接触記録の作成等に関する法律案（衆法）を筆頭提案者大島敦他7名が共同で衆議院に提出した[49]。当該法案は、行政機関の職員等が国会議員等と接触した場合における当該接触に係る記録の作成等に関する事項を定めることにより、国会議員等による特定の者の利益を図るためのあっせんその他の行政機関等の事務又は事業の公正さに対する国民の疑惑や不信を招くような行為を防止し、もって公務等に対する国民の信頼を確保することを目的としている[50]。

## 選挙歴
| 当落 | 選挙                   | 執行日         | 年齢 | 選挙区                | 政党       | 得票数     | 得票率 | 定数 | 得票順位 /候補者数 | 政党内比例順位 /政党当選者数 |
| ---- | ---------------------- | -------------- | ---- | --------------------- | ---------- | ---------- | ------ | ---- | ------------------ | ---------------------------- |
| 当   | 第42回衆議院議員総選挙 | 2000年06月25日 | 43   | 埼玉6区               | 民主党     | 8万342票   | 35.62% | 1    | 1/4                | /                            |
| 当   | 第43回衆議院議員総選挙 | 2003年11月09日 | 46   | 埼玉6区               | 民主党     | 11万2794票 | 48.06% | 1    | 1/3                | /                            |
| 当   | 第44回衆議院議員総選挙 | 2005年09月11日 | 48   | 埼玉6区               | 民主党     | 12万3159票 | 45.64% | 1    | 1/3                | /                            |
| 当   | 第45回衆議院議員総選挙 | 2009年08月30日 | 52   | 埼玉6区               | 民主党     | 18万6993票 | 67.56% | 1    | 1/3                | /                            |
| 比当 | 第46回衆議院議員総選挙 | 2012年12月16日 | 55   | 比例北関東（埼玉6区） | 民主党     | 9万673票   | 37.85% | 1    | 2/5                | 1/3                          |
| 当   | 第47回衆議院議員総選挙 | 2014年12月14日 | 57   | 埼玉6区               | 民主党     | 10万3918票 | 46.18% | 1    | 1/3                | /                            |
| 当   | 第48回衆議院議員総選挙 | 2017年10月22日 | 60   | 埼玉6区               | 希望の党   | 10万6448票 | 46.75% | 1    | 1/3                | /                            |
| 当   | 第49回衆議院議員総選挙 | 2021年10月31日 | 64   | 埼玉6区               | 立憲民主党 | 13万4281票 | 56.02% | 1    | 1/2                | /                            |
| 当   | 第50回衆議院議員総選挙 | 2024年10月27日 | 67   | 埼玉6区               | 立憲民主党 | 10万4836票 | 51.31% | 1    | 1/4                | /                            |

## 所属団体・議員連盟
- 明治の日を実現するための議員連盟（副会長）[51] [52]
- 日本アイルランド友好議員連盟 [4]
- 科学技術イノベーション議員連盟[4]